# 迪克森鎮區 (堪薩斯州索姆奈縣)
迪克森鎮區（英語：Dixon Township）為美國堪薩斯州索姆奈縣轄下的鎮區。2010年美国人口普查中此鎮區人口有657人。

## 地理
迪克森鎮區涵蓋總面積為94.5平方（36.47平方英里），其中陸地面積為94.5平方（36.47平方英里），水域面積為0平方（0.00平方英里）或0.00%。

## 人口統計
根據2010年美國人口普查，迪克森鎮區人口有657人，其中男性有325人，女性有332人，人口密度為每平方公里6.96人，住房計332戶。鎮區內的白人有637人，非裔美國人有7人，美洲原住民有3人，亞裔美國人有0人，太平洋島裔美國人有0人，其他種族有0人，混血種族則有10人。此外鎮區內有9人為西班牙裔或拉丁裔美國人。此鎮區之年齡中位數為41.1歲，而男性年齡中位數為40.4歲，女性年齡中位數為41.7歲。

## 交通

### 主要公路
- 160號美國國道